# دونی (بازیکن فوتبال)
دونی (به پرتغالی: Doni) (به پرتغالی: Doniéber Alexander Marangon) دروازه‌بان اهل برزیل است که در شهر Jundiaí, سائوپائولو و در تاریخ ۲۲ اکتبر ۱۹۷۹ به دنیا آمده‌است.
دونی در تیم‌های باشگاهی Botafogo-SP، کورینتیانس، سانتوس، کروزیرو، Juventude و آ. اس. رم سابقهٔ حضور دارد. این بازیکن همچنین در سال ۲۰۰۷–۲۰۰۸، ۱۰ بار برای، تیم ملی فوتبال برزیل به میدان رفته‌است